# イソスジエビ
イソスジエビ（磯筋蝦、Palaemon pacificus ）は、テナガエビ科に分類されるエビの1種。日本を含む西太平洋とインド洋の沿岸域に広く分布し、和名通り岩礁海岸（磯）で最も馴染み深いエビの1つである。
成体の体長はオス40mm、メス50-70mmほどで、淡水性のスジエビよりも大きい。生きている時は他のスジエビ属同様に透明の体に黒いしま模様が入るが、イソスジエビは黒線が明瞭で間隔が狭く、黒線の間に白い斑点も点在する。額角は若い個体で短くて成体で長く、歯の数にも大きな幅がある。スジエビよりも胴体に横幅があり、複眼が体に対して小さい。
東はハワイ、北は北海道から、東南アジア、インド沿岸を経て紅海まで広く分布する。日本では全国でよく見られる普通種で、学名の種名を表す "pacificus" は太平洋に由来する。
外洋に面した水のきれいな岩礁海岸に生息する。日本産のスジエビ属としては比較的外洋性が強く、内湾や汽水域では少ない。個体数が多く水深の浅い所にもやって来るので、波打ち際やタイドプール、埠頭などの海中で頻繁に姿を見ることができる。
特に昼夜の区別なく活動し、岩や海藻の周囲を徘徊したり、腹肢で水を掻いて泳ぎ回る。夜に生息地をライトで照らすと複眼が照明を反射し光る様も観察できる。驚くと尾を使って後方へ素早く飛び退くので、開放された水中で素手で捕えるのは難しい。
食性はほぼ肉食性で、貝類や多毛類などの小動物を捕食し、動物の死骸にもよく集まる。このため生息域で手足を水中に漬けてじっとしておくと、スジエビ類が集まってきて鋏脚で肌をついばむのが観察できる。一方、天敵はフグ、カサゴ、ハゼなどの底生肉食魚、イカ、タコ、イソギンチャク、海鳥などがいる。
日本では春から夏にかけて繁殖し、この時期には卵を腹肢に抱えたメスが見られる。孵化する子供はゾエア幼生の形態で、しばらく海中を漂うプランクトン生活を経て稚エビへ変態し、着底する。
日本の磯では最も目に触れる機会が多いエビの一つで、タモ網があれば簡単に捕獲できる。釣り餌によく用いられる他、唐揚げなどで食用にもできる。